# Gente della Grotta del Cervo Rosso
La Gente della Grotta del Cervo Rosso rappresenta la più recente popolazione preistorica conosciuta che possa essere distinta dall'uomo moderno. 
I fossili ritrovati datano tra 14.500 e 11.500 anni e sono stati trovati nella Grotta del Cervo Rosso e nella grotta di Longlin in Cina. 
I fossili posseggono un misto di tratti arcaici e moderni e sono (provvisoriamente) considerati come appartenenti ad una specie del genere Homo che è sopravvissuta fino a tempi recenti senza contribuire al patrimonio genetico degli uomini moderni. 
Evidenze di grossi cervi rossi cucinati nella grotta hanno fornito il nome al luogo e alla gente che lo ha abitato.

## Scoperta

Mandibole

Nel 1979, il cranio parzialmente intatto di un uomo è stato trovato nella grotta di Longlin nella regione cinese dello Guangxi. Altri resti furono trovati nella Grotta del Cervo Rosso, presso Maludong nello Yunnan. 
I fossili di quest'ultima grotta sono stati indirettamente datati tra i 14.500 e gli 11.500 anni or sono, utilizzando del carbone trovato nei loro pressi. Si pensa che in questo periodo tutte le altre specie umane preistoriche, incluso l'uomo di Neanderthal e l'Homo floresiensis fossero definitivamente estinte. 

## Anatomia
Nonostante la loro relativamente recente età, i fossili mostrano caratteristiche di esseri umani molto più primitivi che li distinguono decisamente dagli esseri umani moderni, tra queste: faccia piatta, naso largo, mandibola sporgente senza mento, grandi molari, sopracciglia prominenti, ossa del cranio di maggior spessore e un cervello di dimensione più modesta.